# Xenia Stad-de Jong
Xenia Stad-de Jong (Samarão, 4 de março de 1922 - Zoetermeer, 3 de abril de 2012) foi uma atleta e velocista holandesa.
Nascida nas antigas Índias Orientais Holandesas, hoje Indonésia, foi com a família para a Holanda aos 18 anos, pouco antes da invasão do país pela Alemanha nazista. Com papel ativo na resistência à ocupação, só começou a correr em 1944, aos 22 anos, no campeonato nacional, chegando em quarto lugar em sua primeira prova dos 100 metros
Com a formação das equipes olímpicas em 1947, Xenia, de estatura baixa e temperamento explosivo, por isso considerada ideal para a posição de largada num revezamento, integrou a equipe holandesa desta prova.
Nos Jogos Olímpicos de Londres, em 1948, integrando o revezamento 4x100 metros feminino, junto com Fanny Blankers-Koen, Netti Witziers-Timmer e Gerda van der Kade-Koudijs, conquistou a medalha de ouro e tornou-se campeã olímpica.
Faleceu em Zoetermeer, aos 90 anos de idade.

## Biblografia
- Heere, A. en Kappenburg, B. (2000) 1870 – 2000, 130 jaar atletiek in Nederland Groenevelt b.v. ISBN 90 90 12867 0
- Kooman, K. (2003) Een koningin met mannenbenen Uitgeverij L.J. Veen ISBN 90 204 0820 8